# Valvata virens
Valvata virens е вид коремоного от семейство Valvatidae. Видът е световно застрашен, със статут Уязвим.

## Разпространение
Разпространен е в САЩ.